# Hvad udad tabes, skal indad vindes
Hvad udad tabes, skal indad vindes er en sentens, der stammer fra en såkaldt skuemønt præget i anledning af en stor industri- og kunstudstilling i København i sommeren 1872. Teksten var skrevet af digteren H.P. Holst. Den originale tekst lød:
For hvert et tab igen erstatning findes; hvad udad tabtes, det må indad vindes.
Ordene er ofte blevet tillagt Hedeselskabets medstifter Enrico Mylius Dalgas, og de passer også godt ind i Hedeselskabets mytologisering af sin oprindelse. Men det skyldes en myte.
Tankegangen bag ordene var fremherskende i tiden. Allerede i 1811 skrev den svenske digter Esaias Tegnér i digtet "Svea" at "inom Sveriges gräns erövra Finland åter" – altså genvinde det udad tabte (Finland som overgik til Rusland i 1809) inden for Sveriges nye grænser.